# 若中
若中（わかなか、わかじゅう、じゃくちゅう、わかちゅう）とは村の若者たちの集団。若中組。江戸時代に各村に組織された青年団であり、おおむね15歳から結婚するまで加入するのが一般的で、祭りや民俗芸能、あるいは村まわりの警備や土木作業などの村仕事、婚礼への関与や若年者への性教育、しつけや制裁、力比べなどをしたとされ、明治・大正期には「青年団」として存続した。若中を取り締まる大人として村の顔役が「若中取締親父分」などとして就任した。若中は年代層により大若、中若、子若（小若）、幼若などに細かくわかれそれぞれ組織されることがあった。
暴力団における若中とは杯事（さかずきごと）を通じて結ばれた親子関係（若中）や兄弟関係（舎弟）のうち、親子関係の子分をさす。若衆（わかし、わかしゅう）や若い衆（わかいし、わかいしゅう）とも呼ばれる。

## 文献情報
- 大阪再発見Vol.2②「コラム、猪飼野保存会、勝五地車保存会について」足代健二郎
- 「被差別部落伝承文化論序説（一）」乾武俊（社団法人部落解放･人権研究所1985.03）P.79、P.99（脚注18）
- 東新田村若中文書概要
- 築地本町二丁目会文書目録
- 兵庫県川西市消防団の概要と沿革
- 南あわじ広報「まちかどトピックス」
- 「金融界における反社会的勢力排除の理論と実務」猪狩俊郎（金融財政事情研究会）「第一章第一節 暴力団等反社会的勢力の特徴と金融機関等」P.73